# پیرجادیکیا
پیرجادیکیا (به لاتین: Pyrgadikia) یک روستا در یونان است که در شهرستان آریستوتلیس واقع شده‌است.